# Paràsit (antiga Grècia)
Un paràsit, era a l'antiga Grècia, una mena de càrrec funcionarial que era mantingut econòmicament per altres persones i ells a canvi els oferien la seva companyia o amistat.

## Orígens
En un principi els paràsits eren funcionaris de l'estat; la seva feina consistia a tenir cura del magatzem de blat sagrat i d'aquí ve el seu nom (παράσιτος): para que significa "al costat de" més la partícula sitos que vol dir "blat" i per extensió "pa" o "aliment". Com a funcionaris de baix rang, estaven sota les ordres d'un magistrat, rebien una paga ínfima i, a canvi de la seva tasca, se'ls pagava en espècie, és a dir eren alimentats per l'estat. Aquesta manera de pagar pels serveis prestats no era única dels paràsits, els sacerdots dels temples grecs, per exemple, també tenien dret a una part de la collita.

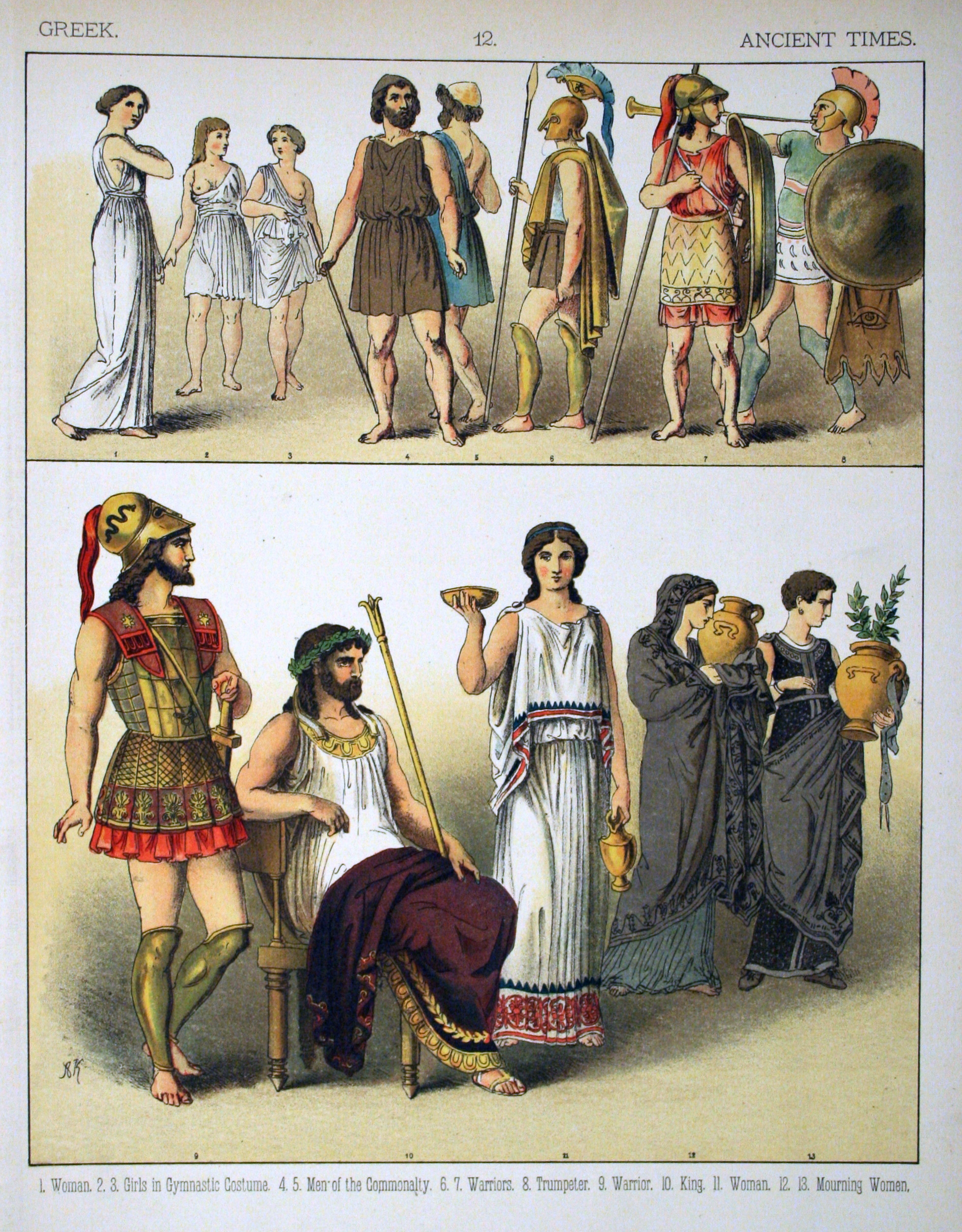
Els paràsits eren membres de la societat de l'antiga Grècia

Dins la societat grega, els paràsits tenien una posició d'honor, semblant a la dels sacerdots, per tant era adequat tenir-los com a convidats als banquets de les cases d'alta societat, que se celebraven per a festejar les divinitats principals com Apol·lo.
Amb el temps, tot aquell ciutadà que volia presumir de riquesa, convidava els paràsits tant sovint com podia i ells, a canvi, s'esforçaven a ser uns convidats amens, amb converses enginyoses i afalagant els seus amfitrions.
Gradualment, però, la gent es va acostumar a tenir-los entre els seus convidats i que fossin l'ànima de la festa, tant si tenien enginy per a la conversa com si no, i en aquest darrer cas sovint s'arribava a situacions on eren denigrats essent l'objecte de les bromes o maltractats per part dels altres convidats.
La paraula va passar a fer-se servir per a designar qualsevol persona afamada en un convit o per a referir-se a persones mantingudes per altres.
Els més enginyosos eren convidats, a més, a les cases de les cortesanes (hetera) com a reclam per atreure clients rics.

## Paràsits famosos
Filoxen de Lèucada va ser un dels més famosos paràsits. Havia estat educat a l'acadèmia d'Atenes. Tenia per costum després de prendre el bany, anar a fer una volta per les cases de més prestigi social portant un cistellet amb un setrill d'oli, un de vinagre, salsa per a peix i altres condiments, envoltat de criatures que li reien les gràcies pels carrers. Filoxen era tingut per un home de bon apetit, seia a taula sense ser convidat i no deixava res al plat. En una ocasió, estant a Efes, es va trobar que al mercat no quedava res, ja que tot havia estat venut per a la celebració d'un casament, per tant, es va presentar a casa de la núvia i es va auto-convidar. Durant el banquet es va esforçar per ser un convidat agradable, va cantar cançons i va lloar la jove parella. Llavors el pare va dir “Considereu aquesta com casa vostra. Podeu tornar quan volgueu”; Filoxen s'ho va agafar al peu de la lletra i el van tenir de convidat durant molts dies. Dionís, el tirà de Siracusa, sabent que a Filoxen li agradava molt el peix el va convidar a menjar i mentre s'estava cuinant un moll ben gros per al tirà, a ell li van servir un de petit. Llavors Filoxen va fingir que parlava amb el peix del seu plat i se'l va posar a l'orella fent veure que el peix també parlava. Dionís va preguntar què estava passant i el paràsit li va replicar “li demanava informació sobre el mar del que procedeix, però m'ha dit que és massa menut i, per tant, no té prou coneixements, que millor li pregunti a l'altre peix que ja és prou gran.” A Dionís li va fer gràcia l'acudit i li va donar el seu peix. Filoxen va ser l'autor d'una obra titulada "Manual de gastronomia".

## Els paràsits a la literatura
El primer autor a utilitzar personatges anomenats paràsits va ser el comediògraf Alexis, però també van aparèixer en obres d'altres autors. N'hi havia de diferents tipus: 
- Hàbils de paraula i dotats d'enginy per a divertir els altres. Basats en persones reals, per exemple el famós Filoxen. De vegades portaven un bloc de notes on havien escrit anècdotes divertides per a després explicar-les als banquets.
- Víctimes de burles a canvi de menjar, per exemple a les "Epístoles" d'Alcifró.[4]
- Gent sense ofici i amb poques ganes de treballar, que voltaven pels mercats, gimnasos i banys públics cercant algú que els convidés. Eren personatges sense amor propi, els quals es deixaven maltractar, però quan eren convidats aprofitaven els moments d'embriaguesa dels altres per a robar. Un exemple seria el que apareix al sisè llibre d'Ateneu.

A la societat romana es va donar una situació semblant, amb persones mantingudes econòmicament per altres, eren els anomenats clients.